# Rozhledna Čestice u Volyně
Rozhledna Čestice u Volyně je malá kovová rozhledna, která vznikla jako přístavba k vysílači mobilního operátora. Nachází se na bezejmenném vršku jihozápadně od obce Čestice asi 6,5 km od Volyně a 13 km od Strakonic.

## Historie a technická data
Vlastní rozhledna je kovová přístavba, představuje ji vyhlídkový ochoz (cca ve výšce 7 metrů), na který vede točité schodiště s 35 schody. Celková výška věže mobilního operátora činí 40 metrů. Návštěvníkům rozhledna slouží od konce roku 1999.

## Výhled
Výhled z rozhledny je především na Čestice a nejbližší okolí, dále západním směrem na rozhlednu na Javorníku. Na protějším zalesněném kopci stojí od roku 1728 tzv. Kalvárie. Rozhled na ostatní strany je omezen okolními kopci, které výškově přesahují vyhlídkovou plošinu rozhledny.